# Superodontella empodialis
Superodontella empodialis is een springstaartensoort uit de familie van de Odontellidae. De wetenschappelijke naam van de soort is voor het eerst geldig gepubliceerd in 1934 door Stach.